# Critique de la théorie sociobiologique du viol
La théorie sociobiologique du viol est une thèse controversée soutenue par des sociobiologistes et des psychologues évolutionnistes selon laquelle le viol est une adaptation évolutive génétiquement avantageuse, et une stratégie de reproduction naturelle. Elle a été popularisée par le biologiste Randy Thornhill et l'anthropologue Craig T. Palmer dans leur livre A Natural History of Rape (Une Histoire naturelle du viol), paru en 2000. Un livre paru en 2003, Evolution, Gender, and Rape (Evolution, genre et viol), écrit en réponse à A Natural History of Rape, compile les opinions de vingt-huit chercheurs opposés à cette théorie sur le viol ; d'autres scientifiques ont par la suite continué à présenter des objections à la sociobiologie.

## Thèses soutenues par la théorie
Thornhill et Palmer expliquent le viol en faisant appel au modèle darwinien de la sélection naturelle : les premiers hommes auraient augmenté leur succès reproductif en s'accouplant avec des femmes par le moyen de la coercition si nécessaire, et cette prédisposition à la violence se serait transmise à leurs descendants masculins. Selon Thornhill et Palmer, le viol est une pratique répandue chez les primates non humains, et dans la plupart sinon dans toutes les cultures de l'humanité. Le viol, ou la pulsion au viol, serait donc une adaptation évolutive. Cette idée reprend celle de la sociobiologie, qui a pu expliquer des viols de masse par les armées de campagne comme étant des stratégies de transmission des gènes.

### Exemples de viol dans le monde animal
Thornhill et Palmer introduisent leur théorie par une description du comportement sexuel de la mouche scorpion, ou panorpe mâle qui, pour s'accoupler avec la femelle, lui présente de la nourriture en cadeau pendant la parade nuptiale, ou s'il ne dispose pas d'offrande, recourt à la force pour la retenir, au moyen de petites pinces . Ils rapprochent ce comportement de celui des hommes dont les pulsions sexuelles agressives se manifestent au grand jour à l'occasion des guerres, où le viol est impuni. D'autres scientifiques ont rapproché également le viol dans le règne animal et chez les êtres humains, notamment Richard Wrangham qui évoque l'exemple des chimpanzés dans Demonic Males: Apes and the Origins of Human Violence (Les singes et l'origine de la violence humaine, 1996). Ces observations de relations sexuelles forcées chez les animaux ont pu dans certains cas être contestées ; Robert Sussman notamment rejette les affirmations de Wrangham relatives aux chimpanzés. Surtout l'interprétation de ces observations et l'extension des théories basées sur elles aux humains provoque de vifs débats.

### Viol dans les sociétés humaines
La sociobiologie et la psychologie évolutionniste rappellent que l’homme a vécu pendant 99 % de son histoire comme un chasseur-cueilleur, et pensent que « la sélection naturelle a retenu les connexions appropriées à la résolution des problèmes quotidiens de nos ancêtres chasseurs-cueilleurs », notamment à la nécessité de trouver un partenaire.
Le viol serait ainsi un héritage de la préhistoire, de même que la jalousie (car le jaloux en surveillant sa partenaire a plus de chances de transmettre ses gènes), ou l'adultère (car l'homme infidèle qui fait des enfants se donne un avantage supplémentaire dans l'évolution).
Thornhill et Palmer écrivent : « Un homme peut avoir beaucoup d'enfants, avec peu d'inconvénients pour lui-même ; une femme ne peut en avoir que quelques-uns et avec beaucoup d'efforts ». Les hommes seraient donc moins sélectifs avec leurs partenaires que les femmes. Thornhill et Palmer montrent que le viol est une stratégie de reproduction en prenant appui sur le fait que les femmes sont le plus souvent victimes de viol pendant les années où elles sont susceptibles de procréer. Selon ces mêmes auteurs, les violeurs n'utilisent généralement pas plus de force que nécessaire pour maîtriser leurs victimes, car blesser physiquement les femmes réduirait les chances de reproduction; 
L'anthropologue Edward H. Hagen (en) donne en 2002 quelques arguments qui vont dans le sens de Thornhill et Palmer. Il décrit ainsi certaines conditions de l'environnement ancestral au cours desquelles les gains reproductifs du viol avaient dépassé les coûts : 
- Les mâles pouvaient, quand ils étaient de haut rang, pratiquer le viol sans craindre de représailles ;
- Les femmes sans protection sociale (par exemple, les orphelines) étaient particulièrement vulnérables au viol parce qu'avec elles, les hommes ne craignaient pas la vengeance de la famille de la femme ;
- Pendant les guerres, le viol des femmes ennemies était quasiment sans risque[10].

### Stratégies de défense des femmes
Selon les sociobiologistes, les femmes ont développé de leur côté des stratégies pour éviter le viol, comme la préférence accordée au partenaire qui est un garde du corps efficace contre d'autres hommes ; elles préfèreraient ainsi les hommes physiquement et socialement dominants (bien qu'il puisse également y avoir d'autres raisons évolutives pour une telle préférence).

### Recommandations pour prévenir le viol
Thornhill et Palmer se défendent de légitimer le viol : « La biologie apporte une compréhension du comportement humain, pas sa justification » affirment-ils. Ils suggèrent ainsi un certain nombre de mesures pour prévenir le viol. Ils proposent de mettre en garde les hommes contre leur prédisposition à mal interpréter l'invitation féminine au sexe. Une autre stratégie de prévention des viols consiste selon ces auteurs à revenir, pour les femmes, à des tenues vestimentaires pudiques, et à limiter la liberté sociétale de sortir avec des hommes sans surveillance. Selon eux, la suppression de nombreux contrôles sociaux antérieurs qui empêchaient le viol a créé un environnement éventuellement dangereux. Ils recommandent que « les hommes et les femmes interagissent uniquement dans des lieux publics pendant les premières étapes de leurs relations ». Ils ont également fait valoir que le partenaire de la victime (le mari de la femme violée) peut être aidé par la compréhension des considérations sur l'évolution.
Ils rejettent l'interprétation du viol comme manifestation d'un désir de domination.

## Critique

### Statistiques sur le viol humain
Thornhill et Palmer souhaitent démontrer que la reproduction est l'objectif fondamental du violeur et affirment donc que les victimes de viol sont généralement de jeunes femmes en âge de procréer. Le généticien évolutionniste Jerry Coyne (en) et le biologiste Andrew Berry rappellent que  les données présentées par Thornhill et Palmer contredisent cette affirmation. Dans une enquête de 1992 qui tentait de résoudre le problème statistique important des viols non signalés, il apparaît que 29% des victimes de viol aux États-Unis ont moins de 11 ans. D'autre part, pour justifier du caractère adaptatif, Thornhill et Palmers affirment que les femmes dans la tranche d'âge 12-44 ans seraient plus traumatisées que les autres par un viol, ce qui pour eux confirmerait le caractère adaptatif, le plus grand trauma correspondant à un regret de n'avoir pas pu choisir son partenaire. Coyne et Berry relèvent que les données statistiques de référence proviennent d'un livre auquel a participé Thornhill, qui leur donne en conclusion un tout autre sens. De plus, dans ce livre, les données pour la tranche des plus de 44 ans ne présente pas d'écart avec la tranche d'âge en âge de se reproduire ; et pour la tranche des moins de 12 ans, le chiffre est effectivement plus faible mais il s'agit alors du nombre de traumatismes rapportées par des tiers. Coyne et Berry fustigent le caractère problématique d'une méthode consistant à comparer données autodéclaratives et données rapportées par des tiers, notamment dans le cas de jeunes enfants. Ils dénoncent l'amalgame des données des moins de 12 ans avec celles des plus de 44 ans qui permet d'abaisser artificiellement les chiffres pour donner du corps à la théorie.
Toujours pour justifier l'hypothèse que le viol est une forme de reproduction normale à laquelle les femmes ne s'opposeraient que pour avoir un meilleur choix de leur partenaire, Thornhill et Palmer mettent en avant que les 12-44 ans subiraient plus de violences que les autres, ce qui serait la preuve qu'elle se défendent plus et en conclusion, que l'enjeu reproductif est plus fort pour elles. Coyne et Berry objectent que les femmes de cette tranche d'âge peuvent tout simplement avoir plus de force physique que les autres.
L'analyse de ces seuls 3 éléments statistiques, alors qu'il en existe d'autres tout aussi erronés, est la preuve pour les auteurs du caractère non scientifique de la thèse proposée, qui ne s'appuie que sur des « histoires juste comme ça ».

### Viols sans perspective de reproduction
R. Hamilton (2008) a critiqué la définition de Thornhill et Palmer du viol comme pénétration vaginale forcée de femmes en âge de procréer. Selon cet auteur, l'exclusion du viol masculin, du viol meurtrier, des formes de viol non vaginales, du viol de femmes en dehors de la tranche d'âge de procréation, garantit à Thornhill et Palmer la confirmation de leur hypothèse selon laquelle le viol est une stratégie de reproduction évoluée et non un acte de violence. Si l'on adopte le raisonnement de la psychologie évolutionniste, explique Hamilton, le viol d'enfants ou d'hommes ou le viol non vaginal, auraient dû être éliminés au cours de l'évolution parce qu'ils ne conféraient pas d'avantage reproductif à nos ancêtres.

### Autres comportements sexuels sans visée reproductrice
Jerry Coyne et Andrew Berry critiquent la thèse selon laquelle la sélection naturelle sous-tend chacune de nos actions, thèse fondamentale pour la sociobiologie et la psychologie évolutionniste. La masturbation, le sadomasochisme, le succès des talons hauts dans la pornographie sont sans rapport avec la visée reproductrice et ne peuvent être considérés comme des adaptations directes. La sociobiologie et la psychologie évolutionniste donnent une vision très incomplète du comportement humain.

### Données de la primatologie et de la paléoanthropologie
Les sociobiologistes rapprochent l'activité sexuelle des singes et celle de nos ancêtres, mais ne prennent pas en compte les observations scientifiques qui infirment l'idée de la reproduction comme facteur explicatif central. Les singes bonobos du Zaïre accordent une grande place aux gestes de caresse sans pénétration. De nombreux gestes chez les primates et les animaux supérieurs ont pour but le seul plaisir et non la reproduction. Selon l'archéologue Timothy Taylor la sexualité de l'homme préhistorique comporte une diversité comparable à celle qui prévaut chez les hommes modernes.

### Sélection de comportements animaux qui confortent la théorie sociobiologique
Pour Michel Veuille les sociobiologistes sélectionnent ce qui leur convient dans les comportements animaux et passent sous silence ce qui ne va pas dans le sens de leurs représentations sexistes. Selon les sociobiologistes, l'homme est violeur comme le canard colvert, il pratique la polygynie comme l'éléphant de mer, et la séduction comme le paon. Ils invoquent l'exemple du mâle de l'épinoche parce qu'il est agressif, polygyne, brillamment coloré ; mais ils ne disent pas qu'il est aussi « paternant » (il prend soin de sa progéniture), et qu'il pourrait aussi bien illustrer, dans ses pratiques familiales, l'inversion des rôles sexuels traditionnels.

### Autres explications du viol
Le livre paru en 2003 Evolution, Gender, and Rape, écrit en réponse à A Natural History of Rape, défend l'idée selon laquelle les rôles de genre traditionnellement stéréotypés sont ancrés principalement dans la culture et que le viol est sans rapport avec les différences des rôles reproductifs biologiques.
Selon l'archéologue et anthropologue Timothy Taylor (2020) le viol n'a pas pour but la transmission des gènes mais fait intervenir un jeu de pouvoir.
Tout en défendant la théorie de la psychologie évolutionniste du viol contre ses critiques les plus véhéments, Vandermassen (2010) adopte une position modérée, intégrant la psychologie évolutionniste et les théories féministes sur le viol, fondée en partie sur les travaux de la chercheuse évolutionniste féministe Barbara Smuts. Elle reproche notamment à la thèse de Thornhill et Palmer, qu'elle qualifie d'« extrême » (p. 736), de ne pas tenir compte de l'influence de motivations non sexuelles dans le crime de viol.
Le psychologue évolutionniste David Buss déclare qu'il manque des preuves claires pour ou contre le viol en tant qu'adaptation, le viol peut être selon lui un sous-produit non adaptatif d'autres mécanismes évolués, tels que le désir de variété sexuelle et de rapports sexuels sans investissement, la sensibilité aux opportunités sexuelles et une capacité générale d'agression physique.
F. Dupuis-Deri est, quant à lui, opposé à la psychologie évolutionniste, qui a remplacé la sociobiologie discréditée, mais qui, selon lui, en reproduit les clichés sexistes.

### Problèmes éthiques
Il a été reproché à Thornill et Palmer de justifier le viol en le présentant comme un produit de l'héritage évolutionnaire humain. Thornhill et Palmer ont répondu à cette critique en affirmant qu'elle repose sur un paralogisme naturaliste : certes, ils ont catégorisé un comportement comme « naturel » et « biologique », mais  cela ne signifie en aucun cas, disent-ils, que ce comportement est bon, juste, ni même inévitable. Thornhill et Palmer comparent le viol et « les catastrophes naturelles comme les épidémies, les inondations et les tornades » : ce que l'on peut trouver dans la nature n'est pas toujours bon et des mesures doivent être prises contre certains phénomènes naturels. Ils affirment en outre qu'une bonne connaissance des causes du viol, y compris évolutives, est nécessaire pour développer des mesures préventives efficaces. De même, les psychologues évolutionnistes McKibbin et ses collègues défendent les théories sociobiologiques sur le viol, en les comparant aux recherches sur les causes du cancer — recherches qui ne justifient pas le cancer.
A cela, David Sloan Wilson et ses collègues (2003) répondent que Thornhill et Palmer utilisent le paralogisme naturaliste de manière inappropriée pour empêcher une discussion légitime sur les implications éthiques de leur théorie. Selon Thornhill et Palmer, un paralogisme naturaliste consisterait à déduire des conclusions éthiques (par exemple, que le viol serait une bonne chose) à partir de déclarations de fait (par exemple, que le viol serait naturel). Mais D.S. Wilson et ses collègues font remarquer que combiner une déclaration factuelle avec une déclaration éthique pour en tirer une conclusion éthique est un raisonnement éthique standard, et non un paralogisme naturaliste, car le jugement moral n'est pas déduit exclusivement de la déclaration factuelle. Ils soutiennent en outre que si l'on combine la prémisse factuelle de Thornhill et Palmer selon laquelle le viol augmente l'aptitude de la progéniture d'une femme, avec la prémisse éthique selon laquelle il est juste d'améliorer l'aptitude de la progéniture, la conclusion qui en résulte, valable déductivement, est que le viol a également des effets positifs, et que son statut éthique est ambigu. D.S. Wilson et ses collègues déclarent que Thornhill et Palmer rejettent toutes les objections éthiques en les disqualifiant comme « paralogismes naturalistes », alors que « ce sont Thornhill et Palmer qui pensent fallacieusement en utilisant le paralogisme naturaliste de cette manière ».

#### Théories sociobiologiques et psycho-évolutionnistes concernant le viol chez l'homme
- (en) McKibbin, Shackelford, Goetz et Starratt, « Why do men rape? An evolutionary psychological perspective », Review of General Psychology, vol. 12,‎ 2008, p. 86–97 (DOI 10.1037/1089-2680.12.1.86, lire en ligne)
- (en) Thornhill, R. et Palmer, C. (2000), A Natural History of Rape: Biological Bases of Sexual Coercion . Cambridge: MIT Press.  (ISBN 0-262-20125-9)
- (en) Palmer et Thornhill, « A posse of good citizens brings outlaw evolutionists to justice. A response to Evolution, Gender, and Rape. Edited by Cheryl Brown Travis. (2003). Cambridge, MA: MIT Press », Evolutionary Psychology, vol. 1,‎ 2003, p. 10–27 (DOI 10.1177/147470490300100102)
- (en) Thornhill et Thornhill, « Human Rape: An Evolutionary Analysis », Ethology and Sociobiology, vol. 4, no 3,‎ 1983, p. 137–173 (DOI 10.1016/0162-3095(83)90027-4)
- (en) Thornhill et Palmer, « Why Men Rape », www.csus.edu, 2000 (consulté le 29 mai 2018)
- (en) Wilson, Glenn. The Science of Sex: Glenn Wilson on Rape. The Great Sex Divide (La science du sexe: Glenn Wilson sur le viol. La grande fracture sexuelle), pp. 128–131. http://www.heretical.com/wilson/rape.html
- (en) Bermes, M. (2012). Sociobiological theories of sexual violence. Dans J.Postmus (Ed.), Encyclopedia of Sexual Violence and Abuse: An encyclopedia of prevention, impacts, and recovery (p.   655–657). Santa Barbara, Californie: ABC-CLIO, LLC.

#### Réponses à ces théories
- (en) Fausto-Sterling, A. «Mettre la femme à sa place (évolutionnaire)», dans Myths of Gender. Livres de base, (1992).  (ISBN 0-465-04792-0)
- (en) Travis, CB (éd.) (2003) Evolution, Gender, and Rape. Un livre de Bradford, The MIT Press, Cambridge, MA. 454 pages,  (ISBN 0-262-70090-5).
- (en) Bandura, Albert. Social Learning Theory (Théorie de l'apprentissage social). http://icebreakerideas.com/learning-theories/#Social_Learning_Theory_A_Bandura CliffsNotes.com. Gender stereotypes. 9 décembre 2010 https://web.archive.org/web/20130316020621/http://www.cliffsnotes.com/study_guide/topicArticleId-26957,articleId-26896.html.
- (en) Malamuth, Neil M. et Check, Joseph. Repeated Exposure to Violent and Nonviolent Pornography: Likelihood of Raping Ratings and Laboratory Aggression Against Women (Exposition répétée à la pornographie violente et non violente: probabilité de viol et d'agression en laboratoire contre les femmes). http://www.apa.org/divisions/div46/articles/malamuth.pdf